# ガブリエレ・ペリコ
ガブリエレ・ペリコ（Gabriele Perico, 1984年3月11日 - ）は、イタリア・ベルガモ出身の元サッカー選手。現役時代のポジションはDF。
父エウジェニオ・ペリコもアタランタBC、アスコリ・カルチョなどでプレーしたサッカー選手。

## 経歴
父も下部組織の指導にあたっていた地元のクラブであるアタランタBCのユース出身だが、トップチームでの試合出場経験はないまま移籍している。
下部リーグへのレンタル移籍で経験を積み、セリエBのUCアルビーノレッフェで徐々に頭角を現すと、2009-10シーズンにはDFながら30試合で6得点と結果を残し、セリエAのクラブからも注目される存在となった。シーズン終了後、カリアリ・カルチョと契約を結んだ。2014年7月、セリエA昇格を決め補強を進めるACチェゼーナに移籍した。
2016年8月31日、フリートランスファーでセリエBのUSサレルニターナ1919に加入した。
2017-18シーズンはリーグ戦4試合の出場に留まり、2018年1月31日にセリエCのASリヴォルノ・カルチョへ移籍することが決定した。

## 代表歴
各年代のイタリア代表に選出されており、2003年にはUEFA U-19欧州選手権の代表メンバーとして優勝を経験している。

## タイトル

### クラブ
アタランタ
- コッパ・イタリア・プリマヴェーラ（英語版）: 2002-03

### 代表
イタリア U-19
- UEFA U-19欧州選手権 : 2003